# Isidro Flores López
Isidro Flores López   (El Casar de Talavera, 1946) és un polític i mestre espanyol, alcalde de Talavera de la Reina entre 1992 i 1995.

## Biografia

### Primers anys
Nascut a El Casar de Talavera, en l'estiu de 1946, dins d'una família d'agricultors. Amb estudis de magisteri, va ser docent en Villafranca de los Caballeros, Parrillas i Talavera de la Reina. Flores, que es va afiliar al Partit Socialista Obrer Espanyol (PSOE) al juny de 1976, va ser regidor de l'Ajuntament de Parrillas i diputat provincial.

### Diputat i alcalde
Després del seu pas pel consistori de Parrillas va ser elegit regidor a l'Ajuntament de Talavera de la Reina. Va ser diputat per Toledo a la iv legislatura del Congrés dels Diputats (1989–1993). El 1992, enmig d'una situació convulsa dins de l'agrupació socialista local, i després de la dimissió forçada de Javier Corrochano com a alcalde de Talavera, Flores va succeir a aquest en el càrrec al juliol de 1992. Després de les eleccions de 1995, va passar a l'oposició.

### Fundació de COTA

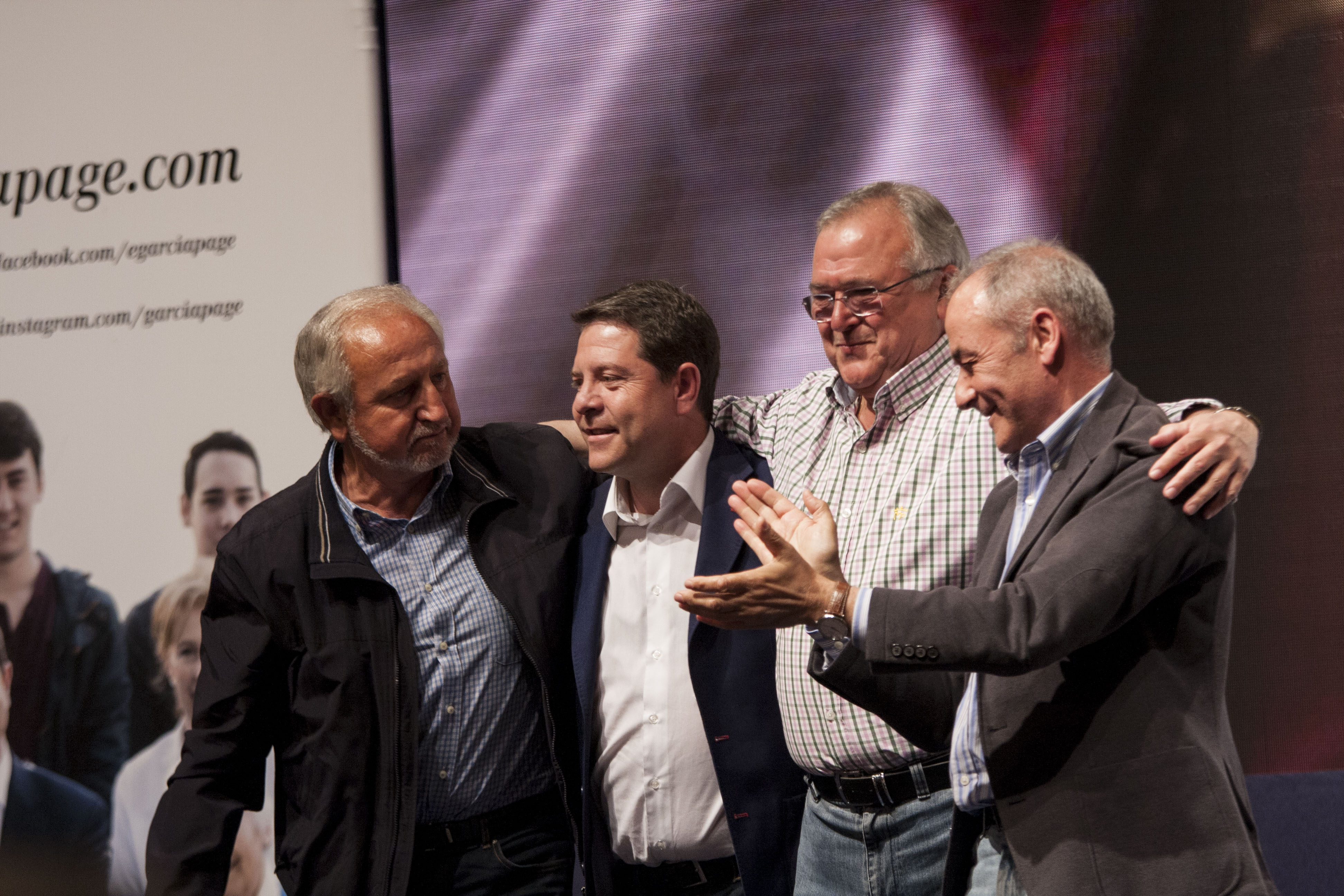
Al costat d'Emiliano García-Page, i els també exalcaldes Corrochano i Rivas el 2015

Crític amb la direcció del socialista a nivell local, el 2011 va impulsar la formació d'un nou partit, Coalició per Talavera (COTA), el que li va implicar la seva expulsió del PSOE. No obstant això, un dels seus fills, Luis Manuel, es va convertir en regidor del consistori de Talavera pel PSOE el 2012. En 2016 va sol·licitar el seu reingrés al PSOE.